# قربون هرچی خوشگله
قربون هرچی خوشگله فیلمی به کارگردانی نظام فاطمی و نویسندگی نظام فاطمی و اسماعیل کوشان محصول سال ۱۳۵۲ است.

## خلاصه داستان
استوار خان نایب (عبدالعلی همایون) قصد دارد برادرزاده اش مریم (پرستو) را به عقد پسرش بهرام (عارف) درآورد؛ اما بهرام شیفتهٔ پروین (مرجان) است..

## بازیگران
- عارف
- مرجان
- پرویز فنی زاده
- جمشید مهرداد
- پرستو
- نریمان شیری فرد
- عبدالعلی همایون
- علی زاهدی
- هوشنگ بهشتی
- شهناز
- افشین
- مهران صدری